# Hov (bygd)
 For alternative betydninger, se hov. (Se også artikler, som begynder med hov)
Hov (dansk: Hove) er en bygd på Suðuroy i det sydlige Færøerne. Den ligger ved nordsiden af den ca 3 km lange fjord Hovsfjørður og udgør Hovs kommuna.
Hovs kirkja er en traditionel færøsk trækirke med græstag. Den blev oprindelig bygget ved Kirkjuklett i Vágur. 1943 blev den taget ned og flyttet til Hov og genoprejst her.
Den første skole fra 1888 blev benyttet indtil 1983, da den nuværende skole blev taget i brug. Bygdens skoleelever går i folkeskolen i Porkeri. I dag bliver skolen benyttet til forskellige tiltag i kommunen. Skolen udlejes også til forskellige formål.
Suðuroy's nye gymnasium "Miðnámsskúlin" og Sundhedsskole ligger vest for Hov.
Den nye havn, der blev bygget 1935-40 og udvidet i 1960'erne, var et stort fremskridt for bygden. Nu var det muligt med større både at tage oftere ud på havet året rundt. Før i tiden var man henvist til mindre både, og måtte se passivt til, når nabobygdernes større både kom hjem med gode fiskefangster. Hovsfjørður er rig på fisk, og det er en af de dybeste fjorde på Færøerne.
Lidt syd for havnen i Hovsfjørður, ligger der et lakseopdræt, der beskæftiger en del af bygdens indbyggere.
Vest for Hov går landevejen til Tvøroyri gennem Hovstunnelen. Tunnelen blev indviet den 20. oktober 2007. Tunnelen afløste den gamle fjeldvej Hovsegg, som blev taget i brug i 1950'erne.

## Historie
Hov menes oprindeligt at betyde hedensk gudehus eller tempel (hof). Senere er det blevet tolket som gård. Stedet var oprindelig offerplads fra landnamstiden. Landnamsmændene (dem der tog land) blev i reglen ledet af en høvding.
Hov var en hovedbygd på Færøerne i vikingetiden og er omtalt i Færingesaga (Føroyingasøga). Bygden er en af de ældste bosættelser på Suðuroy, og der har været en landingsplads i Hov helt tilbage fra landnamstiden.
Hovområdet og få andre steder på Færøerne har, hvis man skal tro sagaerne, været beboet af keltiske eneboere (irske munke) fra år 625 før landnamstiden. Keltiske stednavne tyder på, at sagaens beretninger kan være sande.
Ifølge folkesagnene boede den første landnamsmand på Suðuroy i Hov, som efter sigende er opkaldt efter hans hedenske hov. Hans gravsted er "undir Homrum" i Hovi, og er det eneste høvdinge-gravsted, som findes på Færøerne. Hov ligger midt på øen, med god udsigt over havet. Dette gav Suðuroys første beboere mulighed for at holde opsyn med, hvad der skete på havet.
Vikingehøvdingen Havgrímur, som boede i Hov i det 10. århundrede, havde i følge Færingesagaen sin gård "at Hov" ved det nuværende Hov, og at han ejede de nuværende bygdeområder – Hov Porkeri og Fámjin.
Lidt nordøst for den nuværende kirke, tæt ved stranden, har man fundet ruinrester, der kan have været et gudehus. Høvdingen (Gode) forestod selv offer og senere gudstjenesten. Andre i nærheden, der ikke selv havde gudehus, sluttede sig til gudehuset i Hov, og en menighed dannedes.
Efter reformationen blev kirken i 1538 flyttet til en anden bygd. Først mange år senere fik Hov sin egen kirke igen. Den gamle trækirke fra Vágur opført 1862 blev genopført og indviet den 14. marts 1943.

## Kultur
Savnið á Mýri, også kaldet "Fiskastovan", i Hov er det gamle handelshus, der ligger nede ved havnen. Huset ejes af Hovs Fornminnisfelag og åbnede som museum og kulturhus i 2008. Huset blev bygget 1920, og var købmandsbutik indtil 1984. Indtil 1957 blev der tørret fisk på fiskepladsen, der også i nutiden ligger ved siden af museet. Huset er delt i to dele. Den vestlige del er museum. I denne dels kælder er der en udstilling om færøske både. Den østlige del af “Fiskastovan har café, kunstudstillinger, møder og lignende.

## Galleri
- Hov
- Hov
- Den tidligere skole
- Havgrímurs grav
- Hovdalen, vest for Hov
- Hovstunnelen
- Fjeldvejen fra Hov til Tvøroyri
- Basaltformationen "Troldkællingens skørt", ved fjeldvejen